# オットー1世 (ヴァイマル＝オーラミュンデ伯)
オットー1世（Otto I., 生年不詳 - 1067年）は、ヴァイマル＝オーラミュンデ伯（在位：1062年 - 1067年）、マイセン辺境伯、テューリンゲン辺境伯（在位：同）。ヴァイマル伯ヴィルヘルム3世とラウジッツ辺境伯ティートマール2世の娘オーダの息子で、ヴィルヘルム4世の弟。
レニエ家のレニエ・ド・ルーヴァンの娘と推測されるアデール（1083年没）と結婚した。父レニエはルーヴァン伯ランベール1世の息子であり、母親はフランドル伯ボードゥアン4世とおそらくその後妻のエレオノール（ノルマンディー公リシャール2世娘）の娘である。アデールはオットー1世の死後の1070年にヴェッティン家の下ラウジッツ辺境伯デド1世（1075年没、母オーダの再婚相手）と結婚した。

## 子女
アデールとの間の子は女子のみであった。
- アーデルハイト（1055年頃 - 1100年）
  - 1度目の結婚: バレンシュテット伯アーダルベルト2世（アスカーニエン家）、1080年没
  - 2度目の結婚: ロタリンギア宮中伯ヘルマン2世（エッツォ家）、1085年没
  - 3度目の結婚: ライン宮中伯ハインリヒ2世、1095年没
- オーダ（? - 1111年）
  - マイセン辺境伯エクベルト2世（ブルノン家）、1090年没
- クニグンデ（1055年頃 - 1140年）
  - 1度目の結婚: ウラディミール侯ヤロポルク、1086年没。キエフ公イジャスラフ1世の息子（リューリク家）
  - 2度目の結婚: ノルトハイム伯クーノ・フォン・バイヒリンゲン（オットー・フォン・ノルトハイム子）、1103年没
  - 3度目の結婚: グロイチュ伯ヴィプレヒト2世、1124年没